# ジクロロ酢酸
ジクロロ酢酸（ジクロロさくさん、dichloroacetic acid、略号DCA）は示性式で示される化学物質である。酸として、あるいは酢酸のメチル基の水素を塩素で置換したアナログとして知られている。ジクロロ酢酸の塩もしくはエステルは英語ではdichloroacetatesと表記される。DCA塩は酵素であるPDH(ピルビン酸デヒドロゲナーゼ)キナーゼの阻害剤として利用される。毒物及び劇物取締法により劇物に指定されている。

## 性質
ジクロロ酢酸の化学的性質は、典型的なハロゲン置換有機酸の性質であり、クロロ酢酸類の一つである。水に溶解するとジクロロ酢酸アニオンを生じる。酸の物性としてはpKaが1.48,高純度のジクロロ酢酸は粘膜あるいは呼吸器組織に刺激性と激しい腐食性を示す。
DCAは自然界で接触することはなく、飲料水の塩素消毒の副反応で微量に生成していたり、塩素を含有するさまざまな薬品や化学物質が代謝されることで生成する。DCAの代表的な製造方法はトリクロロ酢酸の還元反応である。

## 癌治療への応用
ジクロロ酢酸塩は、酵素であるピルビン酸デヒドロゲナーゼキナーゼを阻害するため、潜在的な薬物として研究されている。予備研究では、ジクロロ酢酸が動物研究およびin vitro研究で特定の腫瘍の成長を遅らせることがわかったが、アメリカがん協会は「現時点（2012年）で癌治療にジクロロ酢酸を使用することを支持する証拠はない」と述べた。治験以外でジクロロ酢酸を試そうとする場合、潜在的な問題について警告されている。
膠芽腫に苦しむ5人の患者への唯一のジクロロ酢酸のin vivo投与量は、がんに対するその有効性をテストするようには設計されていなかった。この研究はむしろ、副作用（例、ニューロパチー）を引き起こすことなく、特定の投与量で安全に投与できるかどうかを確認するためのものであった。5人の患者全員が、研究中に他の治療を受けていた。in vitroおよびこれら5人の患者から抽出された腫瘍の観察は、膠芽腫がん細胞に見られる異常なミトコンドリアを脱分極することによりジクロロ酢酸ががん細胞に作用する可能性を示唆している。この機序は、ミトコンドリアが悪性細胞のアポトーシス（細胞死）を誘発することを可能にするためである。ミトコンドリアの異常が少ないと確認されている神経芽細胞腫に対するジクロロ酢酸のin vitroでの研究は、悪性の未分化細胞に対する活性を示した。2016年の症例報告では、中枢神経系の悪性腫瘍におけるジクロロ酢酸の潜在的な適用について議論し、考察している。2018年の研究では、ジクロロ酢酸 が解糖系（ワールブルク効果 (腫瘍学)）からミトコンドリアの酸化的リン酸化への代謝スイッチを引き起こし、腫瘍細胞に影響を与える活性酸素ストレスを増加させる可能性があることが判明した。これらの効果は、非腫瘍細胞では観察されなかった
。